# Джорхат
Джорхат (ассам. যোৰহাট, англ. Jorhat) — небольшой город в индийском штате Ассам, центр одноимённого округа. Город интересен множеством старинных храмов и монастырей.

## География
Расположен в 307 км к востоку от Гувахати на высоте 115 м над уровнем моря.

## Население
По данным переписи 2011 года, население города составляет 153 249 человек, уровень грамотности — 91,18 % (что значительно выше среднеиндийского показателя).

## Экономика
Экономика Джорхата основана на экспорте чая, джута и древесины.

## Образование
В Джорхате расположен Ассамский сельскохозяйственный университет (Assam Agricultural University (AAU)), а также несколько других высших учебных заведений.